# Helium 3 (gravadora)
Helium 3 (outra forma de se escrever seria Helium-3 e de forma abreviada seria He3 ou He-3) é uma gravadora britânica. Ela foi formada pela banda inglesa de rock alternativo Muse em 2006, Helium 3 é uma subdivisão do Warner Music Group, uma das 'Quatro grandes' gravadoras. Criada logo após o lançamento do single "Supermassive Black Hole", a gravadora lança trabalhos do Muse desde 2006, trabalhando internacionalmente com a Warner Bros. Records, a A&E Records  e várias outras filiais regionais da Warner Music. O nome da gravadora deriva do Helium-3, um isótopo raro do grupo do gás nobre hélio.

## Discografia
Todos os lançamentos da Helium 3 foram feitos apenas no Reino Unido e na Europa com a A&E Records.
| Ano  | Título                       | Edição           | Co-gravadoras                          | Refs.    |
| ---- | ---------------------------- | ---------------- | -------------------------------------- | -------- |
| 2006 | "Supermassive Black Hole"    | 7" vinil         | Apenas na Europa                       | [1][2]   |
| 2006 | "Supermassive Black Hole"    | CD single        | Apenas na Europa                       | [1][2]   |
| 2006 | "Supermassive Black Hole"    | DVD single       | Apenas no Reino Unido                  | [1][2]   |
| 2006 | Black Holes & Revelations    | CD album         | WEA International Warner Bros. Records | [3][4]   |
| 2006 | Black Holes & Revelations    | Digipak album    | Warner Bros. Records Odyssey Records   | [3][4]   |
| 2006 | "Starlight"                  | 7" vinil         | Apenas no Reino Unido                  | [5][6]   |
| 2006 | "Starlight"                  | CD single        | Apenas na Europa                       | [5][6]   |
| 2006 | "Starlight"                  | DVD single       | Apenas no Reino Unido                  | [5][6]   |
| 2006 | "Knights of Cydonia"         | 7" vinil         | Apenas no Reino Unido                  | [7][8]   |
| 2006 | "Knights of Cydonia"         | CD single        | Apenas na Europa                       | [7][8]   |
| 2006 | "Knights of Cydonia"         | DVD single       | Apenas no Reino Unido                  | [7][8]   |
| 2007 | "Invincible"                 | 7" vinil         | Apenas no Reino Unido                  | [9][10]  |
| 2007 | "Invincible"                 | CD single        | Apenas no Reino Unido                  | [9][10]  |
| 2007 | "Invincible"                 | DVD single       | Apenas no Reino Unido                  | [9][10]  |
| 2007 | "Map of the Problematique"   | Download Digital | Apenas no Reino Unido                  | [11]     |
| 2008 | HAARP                        | CD+DVD           | WEA International Warner Bros. Records | [12][13] |
| 2009 | The Resistance               | CD               | Warner Bros. Records                   | [14]     |
| 2012 | The 2nd Law                  | CD               | Warner Bros. Records                   | [15]     |
| 2013 | Live at Rome Olympic Stadium | DVD              | Warner Bros. Records                   | -        |
| 2015 | Drones                       | CD               | Warner Bros. Records                   | -        |
| 2018 | Simulation Theory            | CD               | Warner Bros. Records                   |          |
| 2022 | Will of the People           | CD               | Warner Bros. Records                   | -        |